# Prelazia Territorial de Humahuaca
A Prelazia Territorial de Humahuaca (Prælatura Territorialis Humahuacensis) é uma prelazia localizada na cidade de Humahuaca, pertencente a Arquidiocese de Salta na Argentina. Foi fundada em 8 de setembro de 1969 pelo Papa Paulo VI. Com uma população católica de 77.800 habitantes, sendo 66,4% da população total, possui 8 paróquias com dados de 2017.

## História
A Prelazia Territorial de Humahuaca foi criada a partir da desmembração da Diocese de Jujuy em 8 de setembro de 1969. 

## Lista de prelados
A seguir uma lista de bispos desde a criação da prelazia. 
|                 | Nome                                | Período    | Notas  |
| Bispos          | Bispos                              | Bispos     | Bispos |
| --------------- | ----------------------------------- | ---------- | ------ |
| 3º              | Florencio Félix Paredes Cruz, C.R.L | 2019-atual |        |
| 2º              | Pedro María Olmedo Rivero, C.M.F    | 1993-2019  |        |
| 1º              | José María Márquez Bernal, C.M.F    | 1973-1990  |        |
| Bispo-coadjutor |                                     |            |        |
|                 | Florencio Félix Paredes Cruz, C.R.L | 2018-2019  |        |